# Yousif Nizar Saleh
Yousif Nizar Saleh (* 7. November 1994 in Kuwait) ist ein ehemaliger kuwaitischer Squashspieler.

## Karriere
Yousif Nizar Saleh begann seine professionelle Karriere im Jahr 2012 auf der PSA World Tour. Seine höchste Platzierung in der Weltrangliste erreichte er mit Rang 110 im März 2014. Mit der kuwaitischen Nationalmannschaft nahm er 2013 und 2019 an der Weltmeisterschaft teil. Darüber hinaus gehörte er mehrfach zum kuwaitischen Kader bei Asienmeisterschaften und vertrat Kuwait bei den World Games 2013, wo er im Achtelfinale gegen Simon Rösner ausschied.